# ابن العماد الحنبلي
عبد الحي بن أحمد بن محمد ابن العماد العكري الحنبلي أبو الفلاح (1032 – 1089 هـ / 1623 – 1679 م) المعروف بابن العماد الحنبلي، مؤرخ وفقيه عالم بالأدب، ولد في صالحية دمشق، وأقام في القاهرة مدة طويلة، ومات بمكة حاجًا.

## سيرته
ولد ابن العماد في صالحية دمشق زمن الدولة العثمانية، وفي أيام عزّها وقوتها، ونشأ بها، وقرأ القرآن الكريم على بعض الشيوخ، وطلب العلم مشمّرًا عن ساعد الجد والاجتهاد، فأخذ عن أعلام الأشياخ وأجلّهم الشيخ أيوب الخلْوَتي الصوفي. وتلقى الفقه قراءة وأخذاً عن ابن فقيه فُصَّة مفتي الحنابلة بالشام في عصره، وعن الشيخ شمس الدين بن بلبان. رحل إلى القاهرة وأقام بها مدة طويلة، فأخذ العلم عن الشيخ سلطان المزّاحيّ، والشيخ النور الشبْراملّسي والشيخ شمس الدّين البابليّ، والشيخ شهاب الدّين القليوبي، وغيرهم من الشيوخ. ثم عاد إلى دمشق ولزم الإفادة والتدريس، وانتفع به كثير من أبناء عصره، وفيهم العلاّمة محمد أمين بن فضل الله المحبي صاحب «خلاصة الأثر» والشيخ عثمان بن أحمد بن عثمان النجدي الحنبلي، والشيخ مصطفى الحموي والشيخ عبد القادر البصري.

## قالوا عنه
قال المحبّي في معرض ترجمته له في «خلاصة الأثر في أعيان القرن الحادي عشر»: وكان مع كثرة امتزاجه بالأدب وأربابه، مائلًا بالطبع إلى نظم الشعر، إلا أنه لم يتفق له نظم شيء وفيما علمته منه، ثم أخبرني بعض الإخوان، أنه رأى في المنام كأنه ينشد هذين البيتين:
«…وكنت لقيته في عنفوان عمري وتلمذت له وأخذت عنه، وكنت أرى لُقيته فائدة أكتسبها، وجملة فخرٍ لا أتعدّاها، فلزمته حتى قرأت عليه الصرف والحساب، وكان يتحفني بفوائد جليلة ويلقيها عليّ، وحباني الدهر مدة بمجالسته، فلم يزل يتردد إليّ تردد الآسي إلى المريض، حتى قدّر الله تعالى لي الرحلة عن وطني إلى ديار الروم، وطالت مدة غيبتي وأنا أشوق عليه من كل شيقٍ، حتى ورد عليّ خبر موته وأنا بها، فتجددت لوعتي أسفًا على ماضي عهوده، وحزنًا على فقد فضائله وآدابه».

## كتبه
- شذرات الذهب في أخبار من ذهب، ثمانية أجزاء
- شرح متن المنتهى في فقه الحنابلة
- شرح بديعية ابن حجة في قطر،
- تفسير ابن عماد الحنبلي

ورسائل، منها:
- معطية الأمان من حنث الأيمان مخطوط بخطه